# Fuirena coerulescens
Fuirena coerulescens är en halvgräsart som beskrevs av Ernst Gottlieb von Steudel. Fuirena coerulescens ingår i släktet Fuirena och familjen halvgräs. IUCN kategoriserar arten globalt som livskraftig. Inga underarter finns listade i Catalogue of Life.